# Гаврилко Олександр Павлович
Олександр Павлович Гаври́лко (нар. 1 травня 1925, Новий Биків — пом. 16 серпня 1997, Київ) — український архітектор; заслужений архітектор УРСР з 1983 року; член Спілки архітекторів України з 1955 року.

## Біографія
Народився 1 травня 1925 року в селі Новому Бикові (тепер Ніжинський район Чернігівської області, Україна). 1951 року закінчив Київський інженерно-будівельний інститут. З 1952 року архітектор, а у 1968—1982 — головний архітектор Київського відділення Всесоюзного науково-дочлідного проектного інституту «Теплоелектропроект».
Помер в Києві 16 серпня 1997 року.

## Споруди
Автор проєктів планування і забудови сіл; комплексів:
- Трипільської ТЕС (Українка; 1965—1983);
- Ладижинської ТЕС (Ладижин; 1968—1972);
- Чигиринської АЕС (Орбіта; 1973—1974);
- Київської ТЕЦ-6 (Київ; 1976—1983) та інше.